# Reptil/Lurch des Jahres
Reptil/Lurch des Jahres ist eine Aktion, die von der Deutschen Gesellschaft für Herpetologie und Terrarienkunde e. V. (DGHT) 2006 ins Leben gerufen wurde und die maßgeblich von der DGHT-AG „Feldherpetologie und Artenschutz“ getragen wird. Fachlich unterstützt wird sie von den entsprechenden österreichischen und schweizerischen Fachverbänden (ÖGH und KARCH), dem Naturhistorischen Museum in Luxemburg sowie in Deutschland von NABU und BUND.
Die ausgewählte Art wird der Öffentlichkeit in einem Faltblatt bekannt gemacht und durch eine umfangreiche Broschüre genauer beschrieben. Zudem findet in der Regel auch eine internationale Fachtagung zur gewählten Art statt. Die Aktion hat den Zweck, auf die gefährdete Herpetofauna in Deutschland aufmerksam zu machen und die Gesellschaft für deren Schutz zu sensibilisieren.
Das „Reptil des Jahres“ wird in der Regel abwechselnd mit dem „Lurch des Jahres“ gekürt. Davon abweichend wurden 2007 und 2008 nacheinander zwei Lurcharten nominiert, weil auf das von der Weltnaturschutzorganisation IUCN und dem Weltzooverband WAZA für 2008 ausgerufene internationale „Jahr des Frosches“ (Year of the Frog) reagiert wurde. Auch 2018/2019 und 2022/2023 folgten zwei Amphibienarten aufeinander.

## Bisherige Reptilien und Lurche (Amphibien) des Jahres
| Jahr       | deutscher Name               | wissenschaftlicher Name | Lurch/ Reptil | Abbildung                         |
| ---------- | ---------------------------- | ----------------------- | ------------- | --------------------------------- |
| 2006       | Waldeidechse                 | Zootoca vivipara        | Reptil        | 2006 Waldeidechse                 |
| 2007       | Knoblauchkröte               | Pelobates fuscus        | Lurch         | 2007 Knoblauchkröte               |
| 2008       | Europäischer Laubfrosch      | Hyla arborea            | Lurch         | 2008 Europäischer Laubfrosch      |
| 2009       | Würfelnatter                 | Natrix tessellata       | Reptil        | 2009 Würfelnatter                 |
| 2010       | Teichmolch                   | Lissotriton vulgaris    | Lurch         | 2010 Teichmolch                   |
| 2011       | Mauereidechse                | Podarcis muralis        | Reptil        | 2011 Mauereidechse                |
| 2012       | Erdkröte                     | Bufo bufo               | Lurch         | 2012 Erdkröte                     |
| 2013       | Schlingnatter                | Coronella austriaca     | Reptil        | 2013 Schlingnatter                |
| 2014       | Gelbbauchunke                | Bombina variegata       | Lurch         | 2014 Gelbbauchunke                |
| 2015       | Europäische Sumpfschildkröte | Emys orbicularis        | Reptil        | 2015 Europäische Sumpfschildkröte |
| 2016       | Feuersalamander              | Salamandra salamandra   | Lurch         | 2016 Feuersalamander              |
| 2017       | Blindschleiche               | Anguis fragilis         | Reptil        | 2017 Blindschleiche               |
| 2018       | Grasfrosch                   | Rana temporaria         | Lurch         | 2018 Grasfrosch                   |
| 2019       | Bergmolch                    | Ichthyosaura alpestris  | Lurch         | 2019 Bergmolch                    |
| 2020/ 2021 | Zauneidechse                 | Lacerta agilis          | Reptil        | 2020 Zauneidechse                 |
| 2022       | Wechselkröte                 | Bufotes viridis         | Lurch         | 2022 Wechselkröte                 |
| 2023       | Kleiner Wasserfrosch         | Pelophylax lessonae     | Lurch         | 2023 Kleiner Wasserfrosch         |
| 2024       | Kreuzotter                   | Vipera berus            | Reptil        | 2024 Kreuzotter                   |
| 2025       | Moorfrosch                   | Rana arvalis            | Lurch         | 2025 Moorfrosch                   |

Darüber hinaus waren mehrere Reptilien- und Amphibienarten bereits „Tier des Jahres“: In Deutschland 1998 die „Unke“ (Gelbbauchunke und Rotbauchunke gemeinsam), 2000 die Äskulapnatter sowie in der Schweiz 2005 die Zauneidechse und 2013 die Geburtshelferkröte.